# 桑孔语
桑孔语是桑孔人的本民族语言，语言归属汉藏语系藏緬語族緬彝語群彝語支。使用人数根据1995年的数据约低于1500人，且多为中老年人，它是中国境内的一种濒危语言，也是直至1990年代才开始被语言学家调查、重视的一个语言。原被归为彝语支哈尼语的一个方言或土语，被称为“桑孔话”、“桑孔方言”或“布下土语”等，1990年代经过田野调查以及语言比较研究，被划为独立的语言——桑孔语，属于“中国新发现语言”之一。桑孔语主要为聚居在中国云南省西双版纳傣族自治州景洪市勐龙镇（原“小街乡”）下辖的三个村委会内的桑孔人所使用：即曼宛洼村委会曼扎罕丙村（原“曼汪湾村”、“曼扎罕丙村”）、坝卡村委会布下回显村（原“八卡回显村”）和帮飘村委会布下村（原“班飘布下寨”）。此外桑孔人还多兼用汉语西南官话、哈尼语或傣仂語，另有少数会拉祜语。桑孔人因为种种历史原因在1950、60年代云南省人民政府官方进行民族调查时被划归为哈尼族。桑孔人其实与哈尼族在语言风俗方面有少些区别，但因长期在西双版纳高山地区与主体民族傣族和哈尼族杂居，又因人数较少，所以一直有文化同化的趋向。桑孔人自称“桑孔”（即“桑空”，“孔”字在当地读为平声；国际音标：/saŋ˥qʰoŋ˥/）。傣族傣仂人赋予的他称为“布下”人（或作“布夏”），“布下”这个他称保留在布下村等地名中。自认“桑孔人／布下人”的人数根据1991年调查的数据约低于2000人。
桑孔语在语音方面接近于米必苏语。与其他缅彝语群语言一样有浊音清化的现象，有塞音韵尾，-p、-t、-k三个，鼻音韵尾，-m、-n、-ŋ三个。在语法方面，桑孔语保留了彝语支较古老的代词化现象，类似于西夏语和景颇语，有语尾后缀人称助词与人称代词相同的情况。

## 语音
桑孔语有单元音18个，分松紧：a、e、i、ɿ、o、ø、u、ɤ、ɯ 9个松元音，a̯、e̯、i̯、ɿ ̰、o̯、ø̯、u̯、ɤ̯、ɯ̯ 9个紧元音。有31个声母：p、pʰ、mb、m、w、pʲ、pʰʲ、mbʲ、mʲ、t、tʰ、nd、n、l、k、kʰ、ng、ŋ、x、q、qʰ、h、ˀ、ts、ts、s、tɕ、tɕʰ、ȵ、ʑ、d͡ʑ。有52个韵母。声调有高平、中平、低降3调，调值分别为55、33、31，三种声调兼用于傣仂语、汉语、哈尼语借词。